# Tango latino
Tango latino es el cuarto álbum de la banda argentina de ska La Mosca Tsé-Tsé. Fue lanzado en el año 2003.

## Listado de canciones
| N.º   | Título                                | Duración |  |
| 1.    | «Muchachos, esta noche me emborracho» | 03:48    |  |
| 2.    | «Los amores se van»                   | 04:04    |  |
| 3.    | «Ceniceros»                           | 03:07    |  |
| 4.    | «Si no estás»                         | 03:04    |  |
| 5.    | «Intro mareada»                       | 00:50    |  |
| 6.    | «Los Mareados»                        | 03:16    |  |
| 7.    | «En la mira de un buen tirador»       | 03:39    |  |
| 8.    | «Patadas en el corazón»               | 03:16    |  |
| 9.    | «Como un loco»                        | 04:08    |  |
| 10.   | «A pesar de las heridas»              | 03:07    |  |
| 11.   | «Matame si no te sirvo»               | 04:01    |  |
| 12.   | «Que se vayan todos»                  | 03:42    |  |
| 40:02 |                                       |          |  |

## Videos
Se han realizado los siguientes videos musicales:
- «Muchachos, esta noche me emborracho» (2003), que alude a un conocido tango («Esta noche me emborracho») de Enrique Santos Discépolo estrenado en 1928.
- «Los amores se van» (2003)